# Papamosques capgrís
El papamosques capgrís (Culicicapa ceylonensis) és una espècie d'ocell de la família dels estenostírids (Stenostiridae).
Habita boscos i vegetació secundària a turons i muntanyes des del nord del Pakistan, nord. sud i est de l'Índia, Sri Lanka, sud-est del Tibet i centre i sud-est de la Xina, cap al sud, a través del sud-est asiàtic i de les illes Grans de la Sonda, fins Lombok, Flores (Indonèsia) i Sumba.